# Diamond Shamrock
Diamond Shamrock Corporation alternativt Diamond Shamrock Refining and Marketing var ett amerikanskt petroleumbolag som var verksam som ett självständigt bolag från när det grundades 1967 via en fusion mellan Diamond Alkali och Shamrock Oil and Gas och 1996 när det kanadensiska petroleumbolaget Ultramar Corporation föreslog en fusion mellan de två bolagen till en kostnad på $1,96 miljarder. Det sammangående bolaget upphörde dock att existera 2001 när det förvärvades av konkurrenten Valero Energy Corporation för $6 miljarder.